# Эпимахия
Эпимахия (др.-греч. Έπιμαχία, от épi — против и máchomai — сражаюсь) — в Древней Греции оборонительный союз полисов для защиты в случае, если кто-нибудь из состоящих в союзе подвергается нападению. Так, афиняне заключили с керкирянами не симмахию, чтобы в случае нападения последних на Коринф им не пришлось нарушить союз с пелопоннесцами, а эпимахию, на тот случай, если кто совершит нападение на Керкиру или Афины или на их союзников.
Эпимахией формально можно считать, например, договор, заключенный Афинами с хиосцами от 384 г. до н.э. в рамках создания Второго Афинского морского союза. Формула соглашения была следующая: «Если кто-нибудь нападет на афинян, пусть хиосцы окажут помощь всеми возможными средствами. Если кто-нибудь нападет на хиосцев, пусть афиняне окажут помощь всеми возможными средствами». Таким образом, официально Второй Афинский морской союз создавался как эпимахия, то есть оборонительный союз. Но очевидно, что на практике строгой границы между симмахией и эпимахией не было.